# Saga antigua de San Olaf
La saga antigua de San Olaf o primera saga de San Olaf es una de las sagas reales. Es la primera biografía nórdica sobre el rey Olaf II el Santo. Los primeros historiadores la clasificaron entre las primeras sagas escritas conocidas, quizás hacia 1160, pero posteriores estudios la han fechado hacia finales del siglo XII. Hay un fragmento con ambientación hagiográfica que se asignó a esta saga, pero estudios posteriores indican que proceden de otro texto. Como en otras sagas, la obra incorpora poemas para verificación histórica o simplemente decorar el redactado. 
Solo se han conservado seis o siete fragmentos de la obra pero es suficiente para valorar que la Saga legendaria de San Olaf está influenciada y de hecho utilizó la antigua saga como fuente primaria. El escaldo islandés Snorri Sturluson usó también la saga antigua para su composición Saga separada de San Olaf y la saga Heimskringla.